# Сидоренко, Александр Игнатьевич
Алекса́ндр Игна́тьевич Сидоре́нко (18 [31] июля 1911 — 31 декабря 1985) — советский альпинист и кинодокументалист, заслуженный мастер спорта СССР (1947), заслуженный работник культуры РСФСР (1978).
Во время экспедиции 1938 года на Тянь-Шане Александр Сидоренко (вместе с Леонидом Гутманом и Евгением Ивановым) участвовал в первом восхождении на массив пика Победы (7439 м) — второй по высоте вершины бывшего СССР. На тот момент сам пик Победы ещё не был открыт, и покорённая вершина была названа «пиком 20-летия ВЛКСМ». В 1950-х годах был сделан вывод об идентичности «пика 20-летия ВЛКСМ» и пика Победы, и к признанию того, что первыми покорителями пика на самом деле были Гутман, Иванов и Сидоренко.
Во время Великой Отечественной войны принимал участие в боевых действиях на Кавказе. В августе-сентябре 1942 года вместе с другими альпинистами организовал эвакуацию более 1500 жителей посёлка Нижний Баксан (ныне — город Тырныауз), в том числе 230 детей, через перевал Бечо на южную сторону Главного Кавказского хребта. В феврале 1943 года был в составе группы альпинистов, водрузившей советский флаг и удалившей штандарты с нацистской символикой с высочайшей точки Европы — западной вершины Эльбруса.
После войны совершил ряд первовосхождений на Памире. В 1956 году был в составе экспедиции советских и китайских альпинистов, которая совершила восхождение на гору Музтаг-Ата (7546 м), расположенную в китайской части Памира, а в 1958 году взошёл на пик Ленина (7134 м). Был кандидатом на участие в совместной советско-китайской гималайской экспедиции на Джомолунгму (Эверест), которую предполагалось осуществить в 1959 году, но участие советских альпинистов в этой экспедиции было отменено из-за обострения политической обстановки в Тибете.

## Биография

### До войны
Александр Сидоренко родился 18 (31) июля 1911 года в станице Великокняжеская, расположенной в области Войска Донского (ныне город Пролетарск Ростовской области). Окончив среднюю школу, в 1930 году отправился работать на строительстве Днепрогэса. В 1934 году стал работать осветителем на «Мосфильме», где впоследствии стал оператором-документалистом.
В 1935 году Александр Сидоренко был на Кавказе, где совершил своё первое восхождение — на Эльбрус. В 1936 году он совершил траверс вершин Накра—Донгузорун, а в 1937 году — траверс горного массива Ушбы с юга на север (руководителем этого траверса была Елена Казакова, а в составе группы также был Альфред Регель; в некоторых источниках руководителем указан Сидоренко). С 1936 года Александр Сидоренко работал инструктором в альплагере «Рот-Фронт» на Кавказе (с 1940 года он стал называться «Искусство», а после войны — «Баксан»).

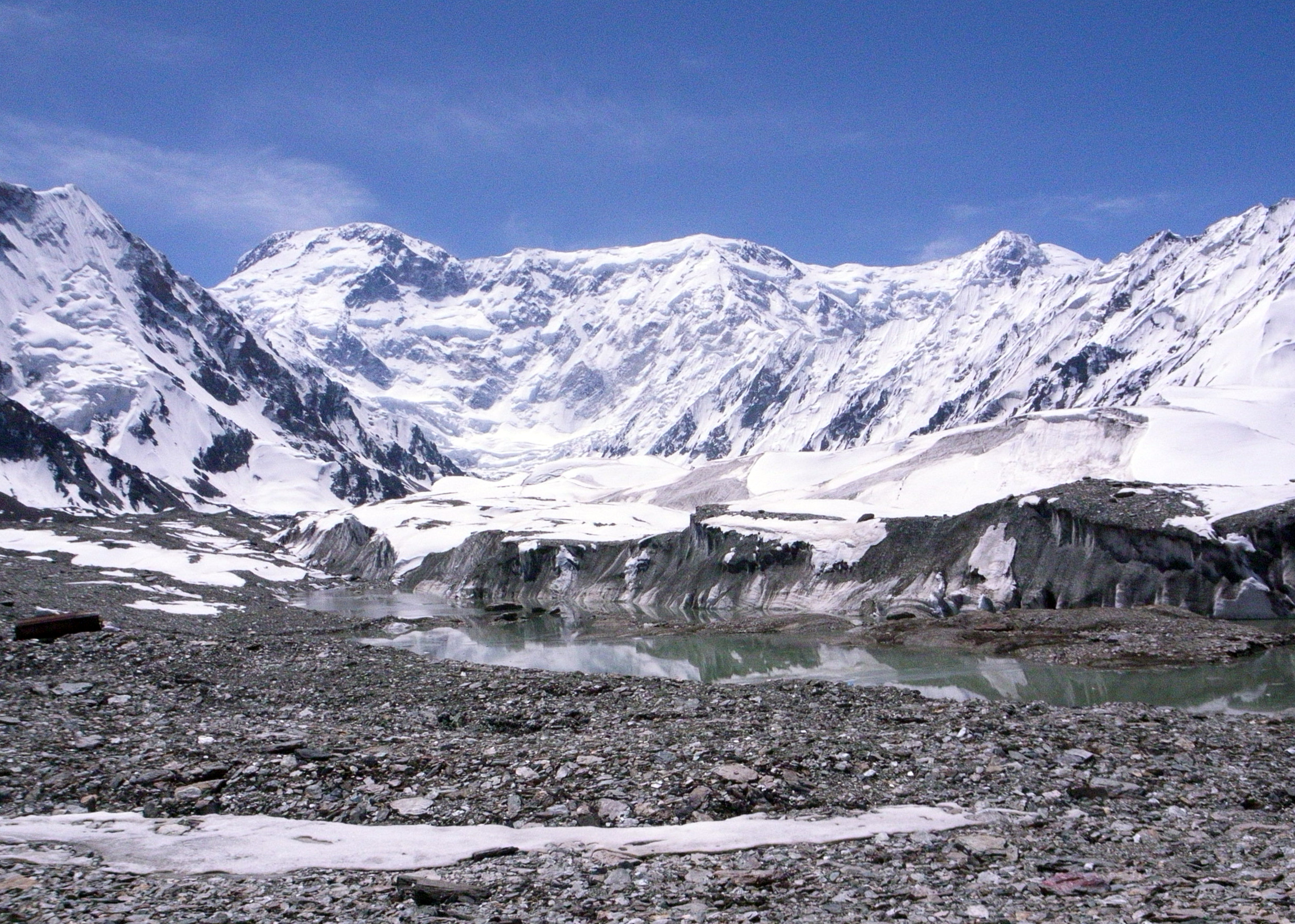
Пик Победы с ледника Южный Иныльчек

В 1938 году Сидоренко был участником альпинистской экспедиции Спорткомитета СССР на Тянь-Шане, в районе ледника Звёздочка — самого большого левого притока ледника Южный Иныльчек. Руководителем экспедиции был Август Летавет. В состав экспедиции входили 12 альпинистов (в числе которых был Сидоренко) и один радист. Одной из задач было «установить подступы и совершить восхождение на безымянную вершину, расположенную в верховьях ледника Иныльчек, к югу от Хан-Тенгри и, предположительно, достигающую высоты 7000 м». Участники экспедиции вышли из Пржевальска и достигли долины Иныльчека за пять дней. У языка ледника Иныльчек был установлен караванный лагерь. Ещё четыре дня занял переход к языку ледника Звёздочка, у которого был разбит базовый лагерь экспедиции. После этого альпинисты исследовали ледник Звёздочка, обнаружив, что он загибается в верхней части и его длина достигает 18 км, то есть она значительно больше, чем предполагалось ранее.
Но главной целью экспедиции под руководством Летавета оставалось восхождение на высшую точку исследуемого района. 19 сентября 1938 года группа из трёх альпинистов, в состав которой входили Леонид Гутман (руководитель), Евгений Иванов и Александр Сидоренко, покорила вершину, которую они назвали «пиком 20-летия ВЛКСМ». Устаревший анероид, который был у них с собой, показал высоту 6930 м. Через много лет, когда в 1956 году группа Виталия Абалакова покорила пик Победы (вторую по высоте гору на территории СССР — 7439 м), похожесть фотографий, сделанных с вершины во время экспедиций 1938 и 1956 годов, привела к выводу об идентичности «пика 20-летия ВЛКСМ» и пика Победы, и к признанию того, что первыми покорителями пика на самом деле были Гутман, Иванов и Сидоренко.
В альпинистских экспедициях Александр Сидоренко занимался фотографированием и киносъёмками, состоял внештатным корреспондентом газеты «Школа мужества» и журнала «На суше и на море».

### Во время войны

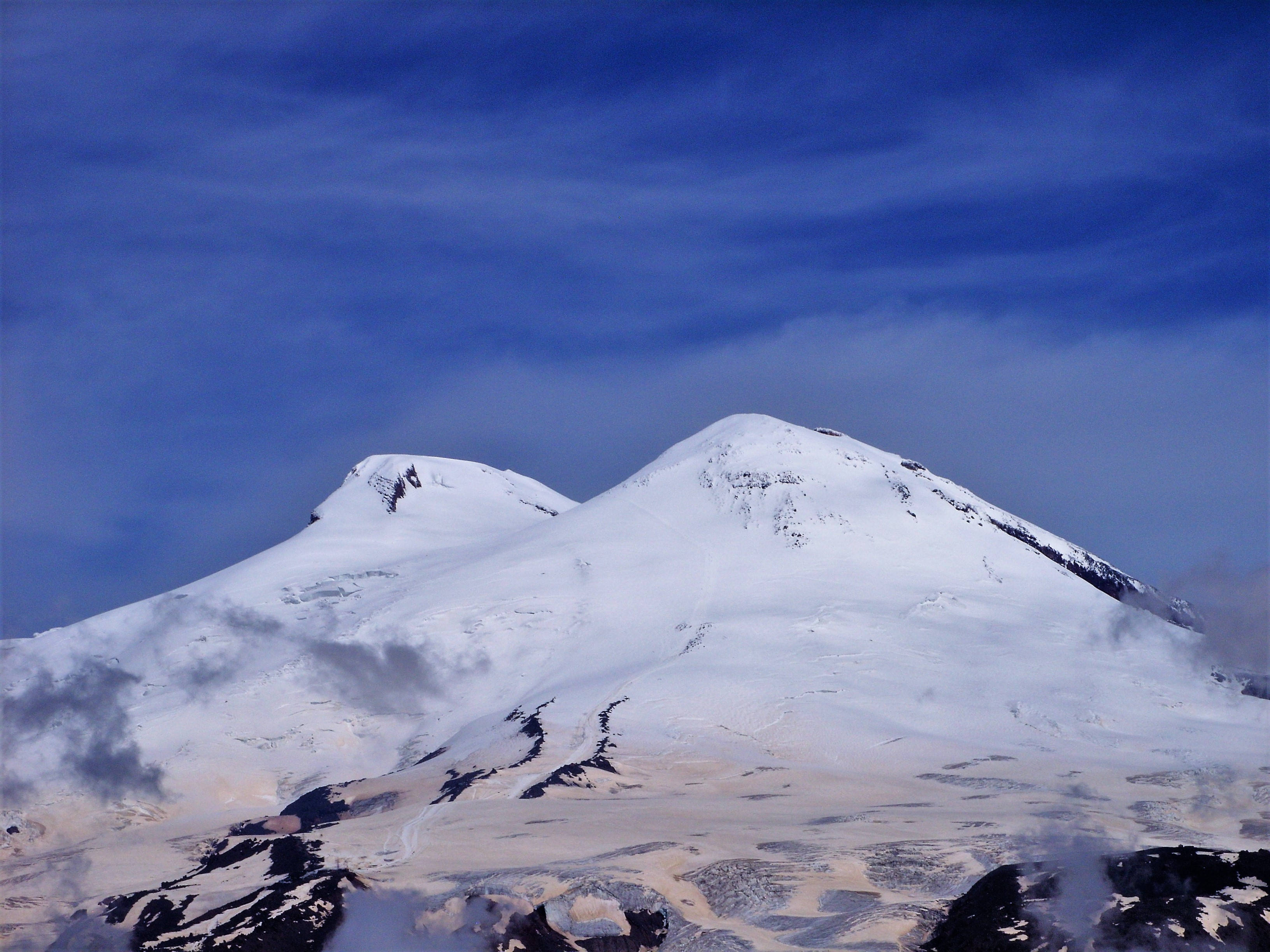
Западная (слева) и восточная (справа) вершины Эльбруса

Летом 1941 года, когда началась Великая Отечественная война, Сидоренко был начальником альплагеря «Искусство». Несмотря на освобождение от воинской обязанности по причине обморожений пальцев, полученных в экспедиции 1938 года, он добровольцем вступил в ряды Красной армии.
В 1942 году Александр Сидоренко вместе с другими альпинистами, среди которых были Георгий Одноблюдов, Алексей Малеинов, Григорий Двалигишвили, Николай Маренец и Виктор Кухтин, организовал эвакуацию более 1500 жителей посёлка Нижний Баксан (ныне — город Тырныауз), в том числе 230 детей, через перевал Бечо на южную сторону Главного Кавказского хребта. Решение об эвакуации мирных жителей Баксанской долины было принято в августе 1942 года, и для подготовки их перехода через перевал были вызваны опытные альпинисты. Эвакуация проходила отдельными группами по 60—100 человек, и она продолжалась с 11 августа по 2 сентября. Альпинисты вместе с работниками Тырныаузского вольфрамомолибденового комбината заранее оборудовали маршрут, устанавливали мостики над ледовыми трещинами, натягивали верёвочные перила и вырубали ступени на ледовых склонах. Эвакуация такого большого количества взрослых и детей прошла без единого несчастного случая.
События, связанные с этой эвакуацией, подробно описаны в повести Ильи Ветрова «Перевал Бечо», в предисловии к которой писатель Сергей Смирнов писал: «При недостатке альпинистского снаряжения, в условиях сложных и трудных этот массовый переход был осуществлён с полным успехом — все участники его благополучно переправлены в долины Сванетии». В память об этом событии у перевала Бечо была установлена мемориальная доска с надписью:
| Через этот перевал в 1942 г. советские воины-альпинисты Сидоренко, Малеинов, Двалишвили, Кухтин, Моренец, Одноблюдов перенесли 230 детей, спасая их от фашистской чумы. |

В феврале 1943 года Александр Сидоренко был в составе группы альпинистов под руководством Николая Гусака, которая сняла фашистские штандарты с высшей точки Европы — западной вершины Эльбруса — и установила там советский флаг. Группа мастеров спорта по альпинизму, в которую также входили Евгений Белецкий, Габриэль Хергиани, Бекну Хергиани и Евгений Смирнов, вышла 13 февраля от «Приюта одиннадцати», расположенного на высоте 4130 м на юго-восточном склоне Эльбруса и в тот же день достигла его западной вершины. На вершине альпинисты действительно нашли обрывки фашистских штандартов, удалив которые, они установили советский флаг, а также оставили записку об успешном восхождении и выполнении задания. 17 февраля другая группа альпинистов, которой руководил Александр Гусев, сняла фашистские флаги с восточной вершины Эльбруса. По результатам этой операции Александр Сидоренко (вместе с другими альпинистами) был награждён медалью «За отвагу».
В 1943—1944 годах Александр Сидоренко преподавал в Школе военного альпинизма и горнолыжного дела в Бакуриани. С декабря 1944 года был корреспондентом газеты «Мужество» 27-й армии 3-го Украинского фронта, в составе которого воевал на территории Румынии, Венгрии и Австрии. Был награждён орденом Красной Звезды, а также медалями «За оборону Кавказа», «За взятие Будапешта» и «За победу над Германией в Великой Отечественной войне 1941—1945 гг.». К окончанию войны имел звание старшего лейтенанта.

### После войны
В послевоенное время Сидоренко продолжил занятия альпинизмом. В 1946 году он участвовал в альпинистской экспедиции на Юго-Западном Памире, которой руководили Евгений Белецкий и Евгений Абалаков. Там он совершил первовосхождения на высшую точку Рушанского хребта — пик Патхор (6080 м) и на высшую точку Шахдаринского хребта — пик Карла Маркса (6726 м). Кроме Белецкого, Абалакова и Сидоренко, на вершину пика Карла Маркса также взошли Анатолий Багров, Евгений Иванов, П. Семёнов и Алексей Угаров. В 1947 году Сидоренко участвовал в памирской экспедиции в районе хребта Петра Первого, где совершил первовосхождение на пик Панорамный (6000 м) с ледника Сагран. Во время этой экспедиции он осуществлял высотные киносъёмки, которые впоследствии были использованы в документальном фильме «Белое пятно ледника Сагран» (1947). Часть отснятых материалов также вошла в фильм «День победившей страны». В том же 1947 году Сидоренко было присвоено звание заслуженного мастера спорта СССР.
В течение нескольких послевоенных лет Александр Сидоренко работал на «Приюте одиннадцати» в качестве начальника зимовки и спасательной службы Эльбрусской экспедиции Академии наук СССР. В 1947—1948 году он был председателем Московской секции альпинизма ДСО «Большевик». С 1948 года Сидоренко был членом президиума Федерации альпинизма СССР.

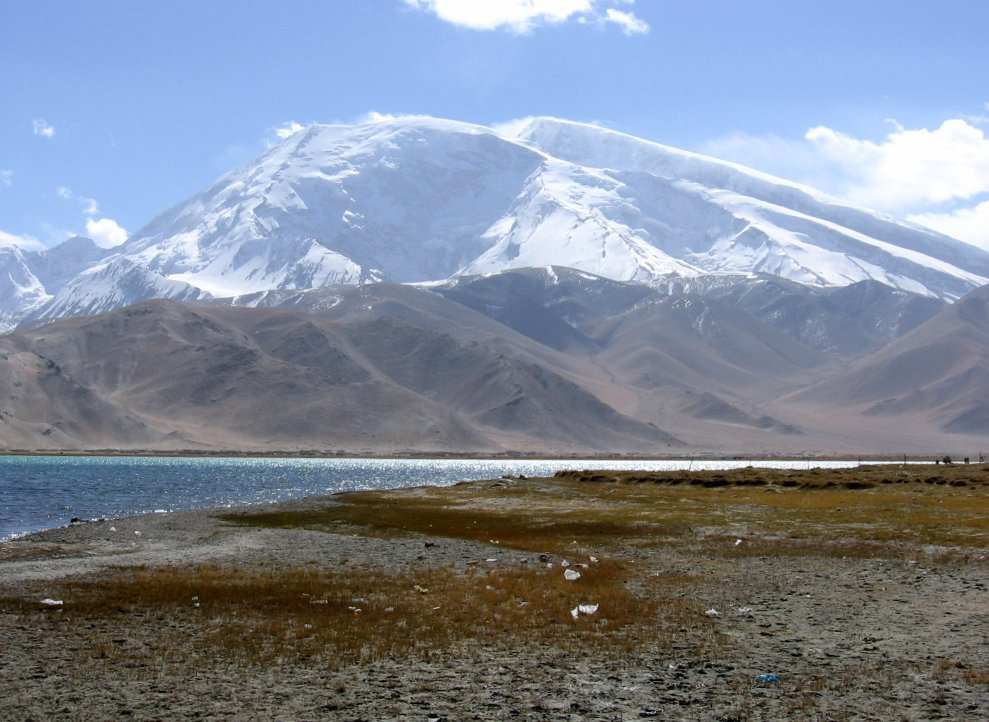
Гора Музтаг-Ата

В 1956 году Александр Сидоренко участвовал в советско-китайской альпинистской экспедиции под руководством Евгения Белецкого, которая проходила в районе Кашгарского хребта, расположенного в китайской части Памира. Во время этой экспедиции он с другими участниками совершил первовосхожение на пик Музтаг-Ата (7546 м). В 1958 году Сидоренко взошёл на пик Ленина (7134 м). В 1959 году он был зачислен кандидатом в советско-китайскую гималайскую экспедицию на Джомолунгму (Эверест), но участие советских альпинистов в этой экспедиции было отменено из-за обострения политической обстановки в Тибете.
В 1955—1984 годах Александр Сидоренко работал на киностудии Союзспортфильм. Будучи режиссёром и оператором, он снял около 200 фильмов о различных спортивных соревнованиях, проходивших на территории СССР и других стран. Снимал он и учебные фильмы, такие как «Основы техники бега на дистанциях 100 и 200 метров» (1979), «Бокс. Тактика обыгрывания» (1980), «Кубинская школа бокса» (1980), «Настольный теннис. Техника и тактика сильнейших игроков атакующего стиля» (1981), «Сила, скорость, выносливость. Подготовка боксеров методом круговой тренировки» (1981), «Фехтование на шпагах. Основы тактического и технического совершенствования» (1983) и другие. В 1966 году Сидоренко получил серебряную медаль на выставке «Интерпрессфото-66» за серию фотографий «Лёд и люди». В 1978 году ему было присвоено звание заслуженного работника культуры РСФСР.
Александр Сидоренко скончался 31 декабря 1985 года в Москве. Прах захоронен в колумбарии на Николо-Архангельском кладбище.

## Комментарии
1. ↑  Из приказа о награждении А. И. Сидоренко медалью «За отвагу»: «В феврале 1943 года, выполняя приказание командования Закавказским фронтом, Сидоренко Александр Игнатьевич участвовал в штурме западной вершины Эльбруса. Преодолевая минные поля и заграждения в условиях низкой температуры, разреженного воздуха и штормовой погоды, тов. Сидоренко поднялся на высоту 5633 метра и своим личным участием обеспечил снятие фашистских флагов и установление на высочайшей точке вершины государственного флага СССР.»[15]
2. ↑  Из приказа о награждении А. И. Сидоренко орденом Красной Звезды: «Лейтенант Сидоренко А. И., будучи освобождён от воинской обязанности, в 1942 г. добровольно пришёл на фронт. Работая с декабря месяца 1944 г. в редакции, вначале на должности фотокорреспондента, а затем и корреспондента-организатора, он проявил себя как высокодисциплинированный, смелый офицер и сотрудник редакции. <…> Как мастер спорта СССР по альпинизму, он выступал в газете со статьями в помощь бойцам. Например, статьи „Как передвигаться в горах“, „Что нужно знать бойцу при наступлении в горно-лесистой местности“ и другие, напечатанные в газете, оказали большую помощь бойцам и офицерам.»[16]